# Championnat de Belgique féminin de handball 2016-2017
Navigation
2015-2016 2017-2018
La saison 2016-2017 du Championnat de Belgique de handball féminin sera la 45e saison de la plus haute division belge de handball. La première phase du championnat la phase classique, suivit des Play-offs et des Play-downs.

## Participants
| Club                   | Classement 2016-2017 | Localisation       | Entraîneur | Salle                                      | Capacité |
| ---------------------- | -------------------- | ------------------ | ---------- | ------------------------------------------ | -------- |
| Initia HC Hasselt      | 1er                  | Hasselt            | ?          | Sporthal Alverberg                         | 1 730    |
| Fémina Visé Handball   | 3e                   | Visé               | ?          | Hall Omnisports de Visé                    | 600      |
| HB Sint-Truiden        | 7e                   | Saint-Trond        | ?          | Sporthal Jodenstraat                       | ?        |
| DHW Antwerpen          | 4e                   | Anvers             | ?          | Sportcomplex Sorghvliedt Sporthal De Bist  | 950 ?    |
| DHC Waasmunster        | 5e                   | Waasmunster        | ?          | Sporthal Hoogendonck                       | ?        |
| Achilles Bocholt       | 2e                   | Bocholt            | ?          | Sportcomplex De Damburg                    | 1 539    |
| DHT Middelkerke-Izegem | 6e                   | Middelkerke Izegem | ?          | Sporthal De Bamburg Sportcentrum De Krekel | ?        |
| HC DB Gand             | e D2                 | Gand               | ?          | -                                          | ?        |

## Localisation
| \| Fémina Visé Achilles Bocholt Initia HC Hasselt DHW Antwerpen DHC Waasmunster HB Sint-Truiden HC Don Bosco Gand DHT Middelkerke-Izegem \| Localisation des clubs engagés dans le championnat |
| Fémina Visé Achilles Bocholt Initia HC Hasselt DHW Antwerpen DHC Waasmunster HB Sint-Truiden HC Don Bosco Gand DHT Middelkerke-Izegem                                                          |

| # | Province                        | Nombre | Équipe(s)                                           |
| - | ------------------------------- | ------ | --------------------------------------------------- |
| 1 | Province de Limbourg            | 3      | Initia HC Hasselt, Achilles Bocholt, HB Saint-Trond |
| 2 | Province de Flandre-Orientale   | 2      | DHC Waasmunster et HC DB Gand                       |
| 3 | Province d'Anvers               | 1      | DHW Antwerpen                                       |
| 3 | Province de Liège               | 1      | Fémina Visé                                         |
| 3 | Province de Flandre-Occidentale | 1      | DHT Middelkerke-Izegem                              |

## Compétition

### Saison régulière

#### Classement
|   | Équipe                   | Pts | J  | G  | N | P  | Bp  | Bc  | Diff | Dép |
| - | ------------------------ | --- | -- | -- | - | -- | --- | --- | ---- | --- |
| 1 | Initia HC Hasselt (T)    | 24  | 14 | 11 | 2 | 1  | 410 | 318 | 92   | -   |
| 2 | HB Sint-Truiden          | 21  | 14 | 10 | 1 | 3  | 405 | 337 | 68   | -   |
| 3 | DHW Antwerpen            | 16  | 14 | 8  | 0 | 6  | 383 | 349 | 34   | -   |
| 4 | Achilles Bocholt         | 16  | 14 | 7  | 2 | 5  | 363 | 341 | 22   | -   |
| 5 | Fémina Visé Handball (C) | 15  | 14 | 7  | 1 | 6  | 394 | 373 | 21   | -   |
| 6 | DHC Waasmunster          | 15  | 14 | 6  | 3 | 5  | 393 | 366 | 27   | -   |
| 7 | DHT Middelkerke-Izegem   | 5   | 14 | 2  | 1 | 11 | 318 | 371 | -53  | -   |
| 8 | HC DB Gand (P)           | 0   | 14 | 0  | 0 | 14 | 293 | 526 | -233 | -   |

|     | Qualification aux playoffs                  |
|     | Participation aux playdowns                 |
| (T) | Tenant du titre 2015-2016                   |
| (P) | Promu de Division 2 2015-2016               |
| (C) | Vainqueur de la Coupe de Belgique 2016-2017 |

#### Matchs
| Résultats (dom.\ext.)                                      | Ant.  | Boc.  | Gan.  | Has.  | Mid.  | St-T. | Vis   | Waa.  |
| DHW Antwerpen                                              |       | 32-28 | 36-25 | 23-32 | 30-22 | 25-27 | 22-25 | 26-24 |
| Achilles Bocholt                                           | 26-24 |       | 43-13 | 23-23 | 32-17 | 22-39 | 21-28 | 30-29 |
| HC DB Gand                                                 | 20-39 | 29-36 |       | 19-44 | 18-31 | 26-38 | 25-40 | 21-35 |
| Initia HC Hasselt                                          | 30-24 | 29-20 | 42-24 |       | 33-18 | 23-20 | 24-19 | 31-30 |
| DHT Middelkerke-Izegem                                     | 17-28 | 21-28 | 27-13 | 25-25 |       | 19-26 | 20-23 | 26-27 |
| HB Sint-Truiden                                            | 21-23 | 33-28 | 44-23 | 31-27 | 29-26 |       | 16-23 | 27-22 |
| Fémina Visé Handball                                       | 20-28 | 25-26 | 45-18 | 18-19 | 25-20 | 20-24 |       | 21-22 |
| DHC Waasmunster                                            | 32-23 | 31-31 | 29-19 | 24-28 | 34-29 | 30-30 | 24-24 |       |
| - Victoire à domicile - Match nul - Victoire à l'extérieur |       |       |       |       |       |       |       |       |

### Play-offs

#### Classement
Les playoffs sont un mini-championnat opposant en matches aller-retour les quatre premières équipes de la saison régulière du championnat. Avant le début des playoffs les équipes reçoivent un bonus de points en fonction de leur classement en saison régulière : le premier reçoit quatre points, le deuxième reçoit trois points, le troisième deux points et le quatrième reçoit un point.
|   | Équipe                | Pts | J | G | N | P | Bp  | Bc  | Diff | Dép |
| - | --------------------- | --- | - | - | - | - | --- | --- | ---- | --- |
| 1 | HB Sint-Truiden       | 13  | 6 | 5 | 0 | 1 | 170 | 142 | 28   | -   |
| 2 | Initia HC Hasselt (T) | 10  | 6 | 3 | 0 | 3 | 153 | 149 | 4    | -   |
| 3 | Achilles Bocholt      | 9   | 6 | 4 | 0 | 2 | 162 | 158 | 4    | -   |
| 4 | DHW Antwerpen         | 2   | 6 | 0 | 0 | 6 | 145 | 181 | -36  | -   |

|     | Qualification en Finale   |
| (T) | Tenant du titre 2015-2016 |

#### Matchs
| Résultats (dom.\ext.)                                      | Ant.  | Boc.  | Has.  | St-T. |
| DHW Antwerpen                                              |       | 23-27 | 23-26 | 23-31 |
| Achilles Bocholt                                           | 30-29 |       | 28-26 | 22-24 |
| Initia HC Hasselt                                          | 33-23 | 26-24 |       | 25-27 |
| HB Sint-Truiden                                            | 34-24 | 30-31 | 24-17 |       |
| - Victoire à domicile - Match nul - Victoire à l'extérieur |       |       |       |       |

#### Finale
| 6 mai 2017 20 h 00 CEST | Initia HC Hasselt | 19 - 21 | HB Sint-Truiden |  |

| 14 mai 2017 15 h 00 CEST | HB Sint-Truiden | 23 - 16 | Initia HC Hasselt |  |

#### Champion
| Champion de Belgique 2016-2017 HB Sint-Truiden 2e victoire |

### Play-downs

#### Classement
Les playdowns sont un mini-championnat opposant en matches aller-retour les quatre dernières équipes de la saison régulière du championnat. Avant le début des playdowns les équipes reçoivent un bonus de points en fonction de leur classement en saison régulière : le cinquième reçoit quatre points, le sixième reçoit trois points, le septième deux points et le huitième reçoit un point.
|   | Équipe                   | Pts | J | G | N | P | Bp  | Bc  | Diff | Dép |
| - | ------------------------ | --- | - | - | - | - | --- | --- | ---- | --- |
| 1 | Fémina Visé Handball (C) | 14  | 6 | 4 | 2 | 0 | 164 | 120 | 44   | -   |
| 2 | DHC Waasmunster          | 10  | 6 | 2 | 3 | 1 | 162 | 144 | 18   | -   |
| 3 | DHT Middelkerke-Izegem   | 9   | 6 | 3 | 1 | 2 | 141 | 132 | 9    | -   |
| 4 | HC DB Gand (P)           | 1   | 6 | 0 | 0 | 6 | 118 | 189 | -71  | -   |

|     | Relégué en Division 2                       |
| (C) | Vainqueur de la Coupe de Belgique 2016-2017 |
| (P) | Promu de Division 2 2015-2016               |

#### Matchs
| Résultats (dom.\ext.)                                      | Gan.  | Mid.  | Vis   | Waa.  |
| HC DB Gand                                                 |       | 15-30 | 18-27 | 24-29 |
| DHT Middelkerke-Izegem                                     | 31-19 |       | 16-23 | 23-21 |
| Fémina Visé Handball                                       | 33-18 | 31-18 |       | 26-26 |
| DHC Waasmunster                                            | 39-24 | 23-23 | 24-24 |       |
| - Victoire à domicile - Match nul - Victoire à l'extérieur |       |       |       |       |

## Classement final
| Rang | Équipe                 | SR  | Commentaire                                                                                     |
| ---- | ---------------------- | --- | ----------------------------------------------------------------------------------------------- |
| 1er  | HB Sint-Truiden        | 2e  | Champion de Belgique et finaliste de la Coupe de Belgique Qualifié au premier tour de Coupe EHF |
| 2e   | Initia HC Hasselt (T)  | 1er | -                                                                                               |
| 3e   | Achilles Bocholt       | 4e  | -                                                                                               |
| 4e   | DHW Antwerpen          | 3e  | -                                                                                               |
| 5e   | Fémina Visé Handball   | 5e  | Vainqueur de la Coupe de Belgique Qualifié au troisième tour de Coupe Challenge                 |
| 6e   | DHC Waasmunster        | 6e  | -                                                                                               |
| 7e   | DHT Middelkerke-Izegem | 7e  | -                                                                                               |
| 8e   | HC DB Gand             | 8e  | -                                                                                               |